# Valeyres-sous-Montagny
Valeyres-sous-Montagny je obec v západní (frankofonní) části Švýcarska, v kantonu Vaud, v okrese Jura-Nord vaudois. Žije zde 708 obyvatel.

## Geografie

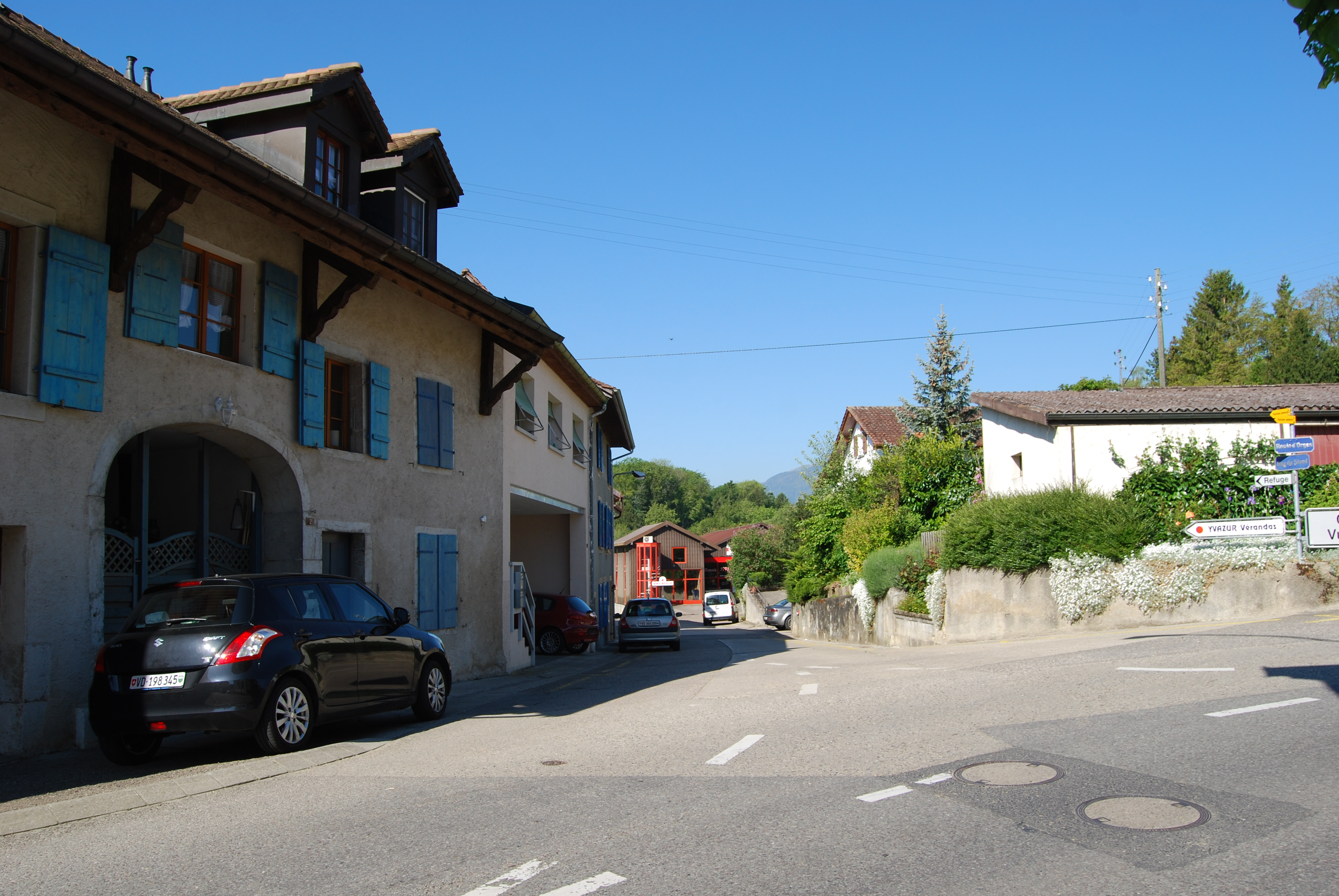
Centrum obce

Valeyres-sous-Montagny leží v nadmořské výšce 471 m, vzdušnou čarou 3 km severozápadně od okresního města Yverdon-les-Bains. Vesnice se nachází na mírně vyvýšeném místě na levém severním svahu údolí řeky Brine, západně od Neuchâtelského jezera, ve vaudské části Švýcarské plošiny.
Území obce o rozloze 2,3 km² pokrývá část severní náhorní plošiny Vaudu na úpatí Jury. Jižní hranice probíhá podél toku řeky Brine. Odtud se území obce rozšiřuje na sever k úrodným náhorním plošinám na úpatí Jury. Na úplném západě území se rozkládá les Bois de Lily. Východně od lesní mýtiny Mornens se nachází nejvyšší bod Valeyres-sous-Montagny s nadmořskou výškou 533 metrů. V roce 1997 tvořila zastavěná plocha 16 % rozlohy obce, lesy a lesní plochy 22 % a zemědělství 62 %.
Valeyres-sous-Montagny zahrnuje novou rezidenční čtvrť jihovýchodně od obce a několik samostatných farem. Sousedními obcemi Valeyres-sous-Montagny jsou Montagny-près-Yverdon na jihu, Champvent na západě, Orges na severozápadě, Giez na severu a Grandson na východě.

## Historie
V obci bylo objeveno pohřebiště z raného středověku. První zmínka o obci pochází z roku 1184 v přídomku de Valeres. Název místa se odvozuje od římských rodových a osobních jmen Valerius a Valeria a odkazuje na artefakty z římské doby.
Od 12. století sdílelo Valeyres-sous-Montagny osudy panství Montagny-le-Corbe, jehož hrad se nacházel na ostrohu jižně od Brine přímo naproti obci v obci Montagny-près-Yverdon. Po burgundských válkách přešla obec v roce 1476 pod správu panství Grandson, které bylo pod společnou vládou Bernu a Fribourgu. Po pádu Staré konfederace patřilo Valeyres-sous-Montagny v letech 1798–1803 v období Helvétské republiky ke kantonu Léman, který byl poté po vstupu v platnost Ústavy o zprostředkování sloučen s kantonem Vaud. V roce 1798 byla obec přiřazena k okresu Yverdon, od roku 1997 se stala částí nového okresu Jura-Nord vaudois.

## Obyvatelstvo
| Rok            | 1803 | 1850 | 1880 | 1900 | 1910 | 1930 | 1950 | 1960 | 1970 | 1980 | 1990 | 2000 |
| Počet obyvatel | 204  | 215  | 186  | 189  | 197  | 168  | 167  | 197  | 300  | 360  | 479  | 534  |

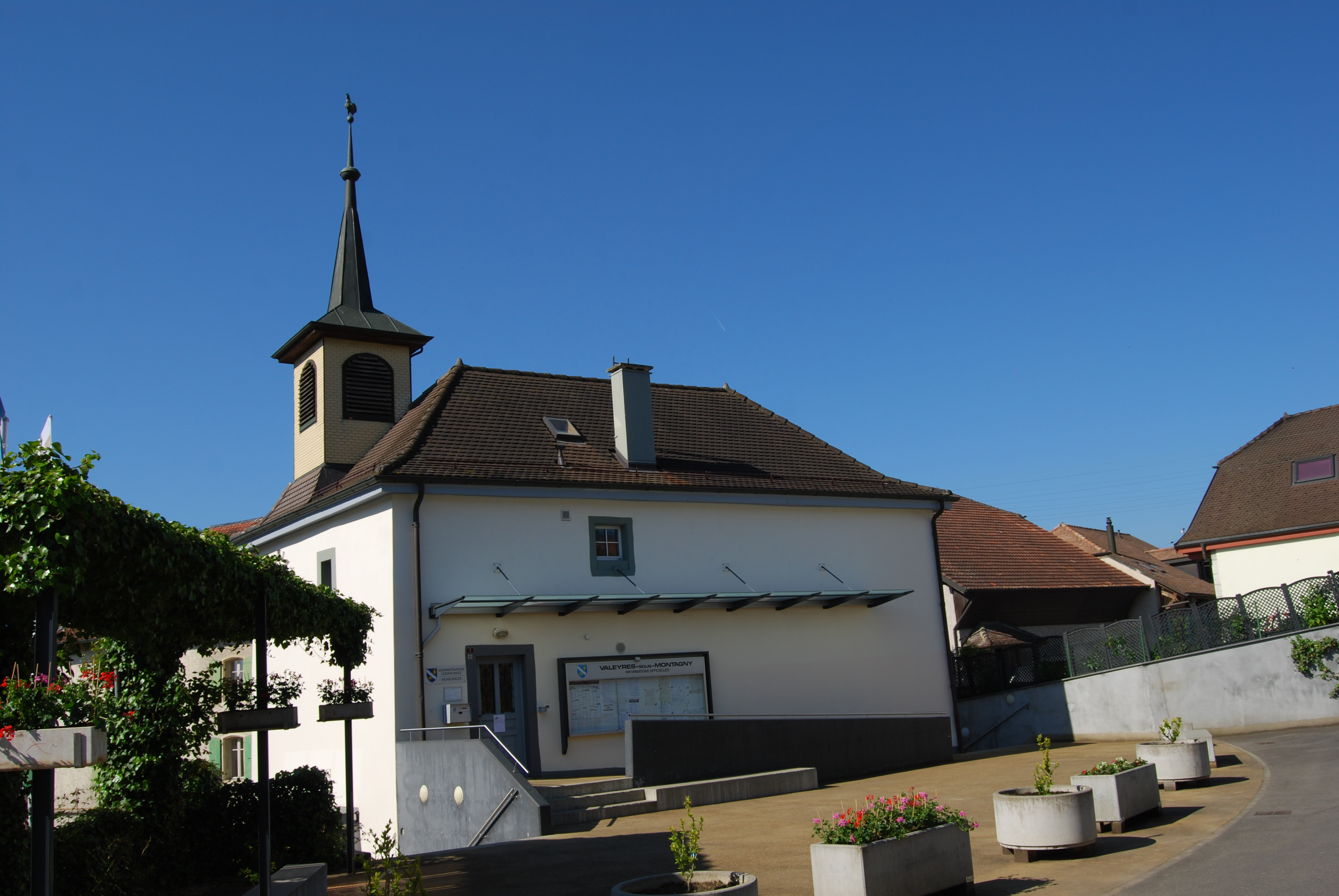
Obecní úřad

93,8 % obyvatel hovoří francouzsky, 2,6 % německy a 2,3 % italsky (stav v roce 2000). Ke švýcarské reformované církvi se ve stejném roce hlásilo 48,3 % obyvatel, k církvi římskokatolické 28,7 % obyvatel.

## Hospodářství
Až do druhé poloviny 20. století byla obec Valeyres-sous-Montagny převážně zemědělskou obcí. I dnes je zemědělství a ovocnářství stále důležitým zdrojem obživy obyvatel. Východně od obce se na jižním svahu nachází malá vinařská oblast. Další pracovní příležitosti jsou k dispozici v místních drobných podnicích a ve službách. V posledních desetiletích se Valeyres-sous-Montagny rozvinulo v rezidenční obec. Mnoho pracujících proto dojíždí za prací především do oblasti Yverdonu.

## Doprava
Obec má dobré dopravní spojení, i když se nachází mimo hlavní dopravní tepny na spojovací silnici z Yverdonu do Orges. Dálniční křižovatka Yverdon-Ouest na dálnici A5, která byla otevřena v roce 1984, je vzdálena asi 2 km od centra obce. V obci se nachází také zastávka na úzkorozchodné dráze Yverdon – Sainte-Croix, která byla otevřena 27. listopadu 1893.

## Fotogalerie

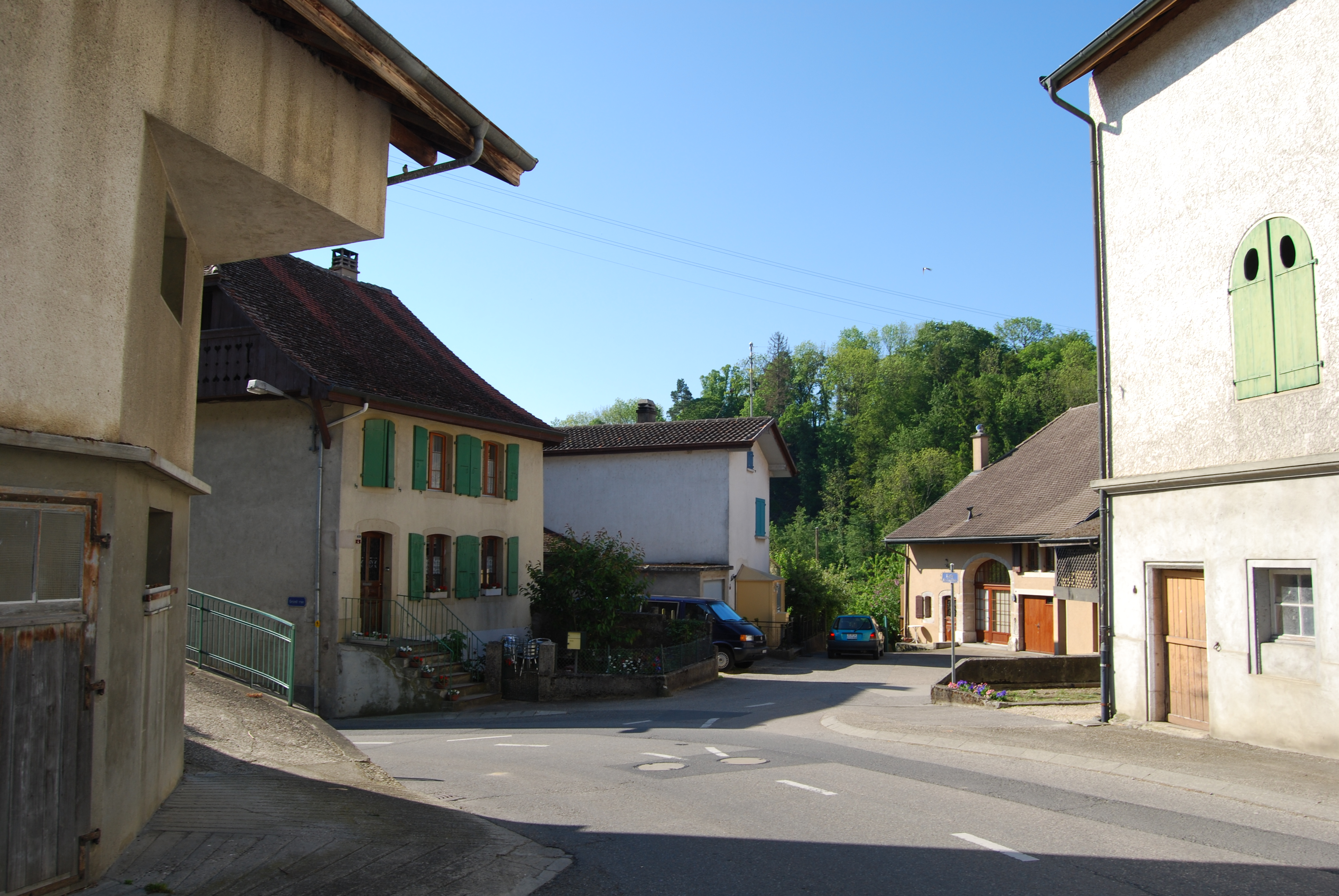
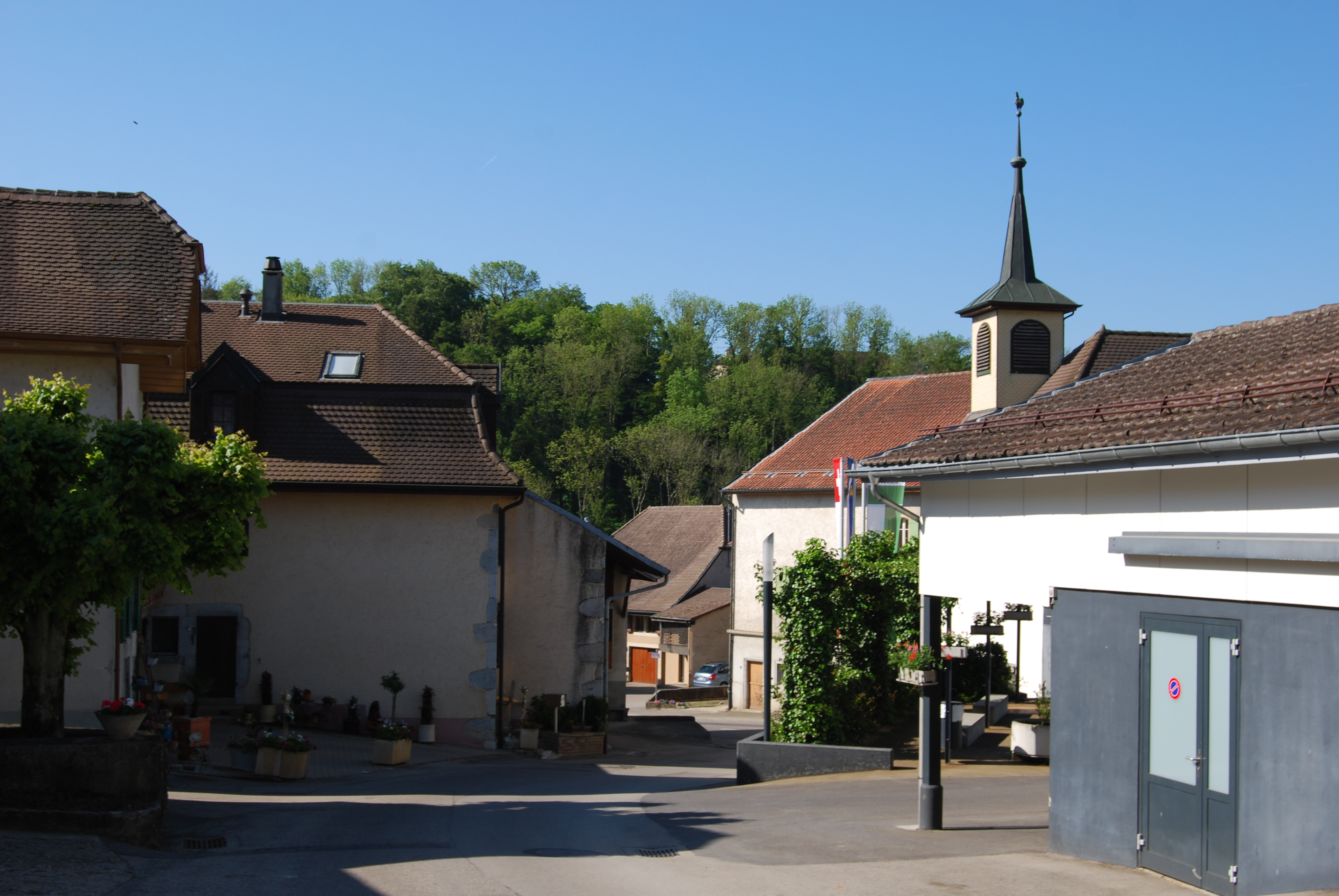
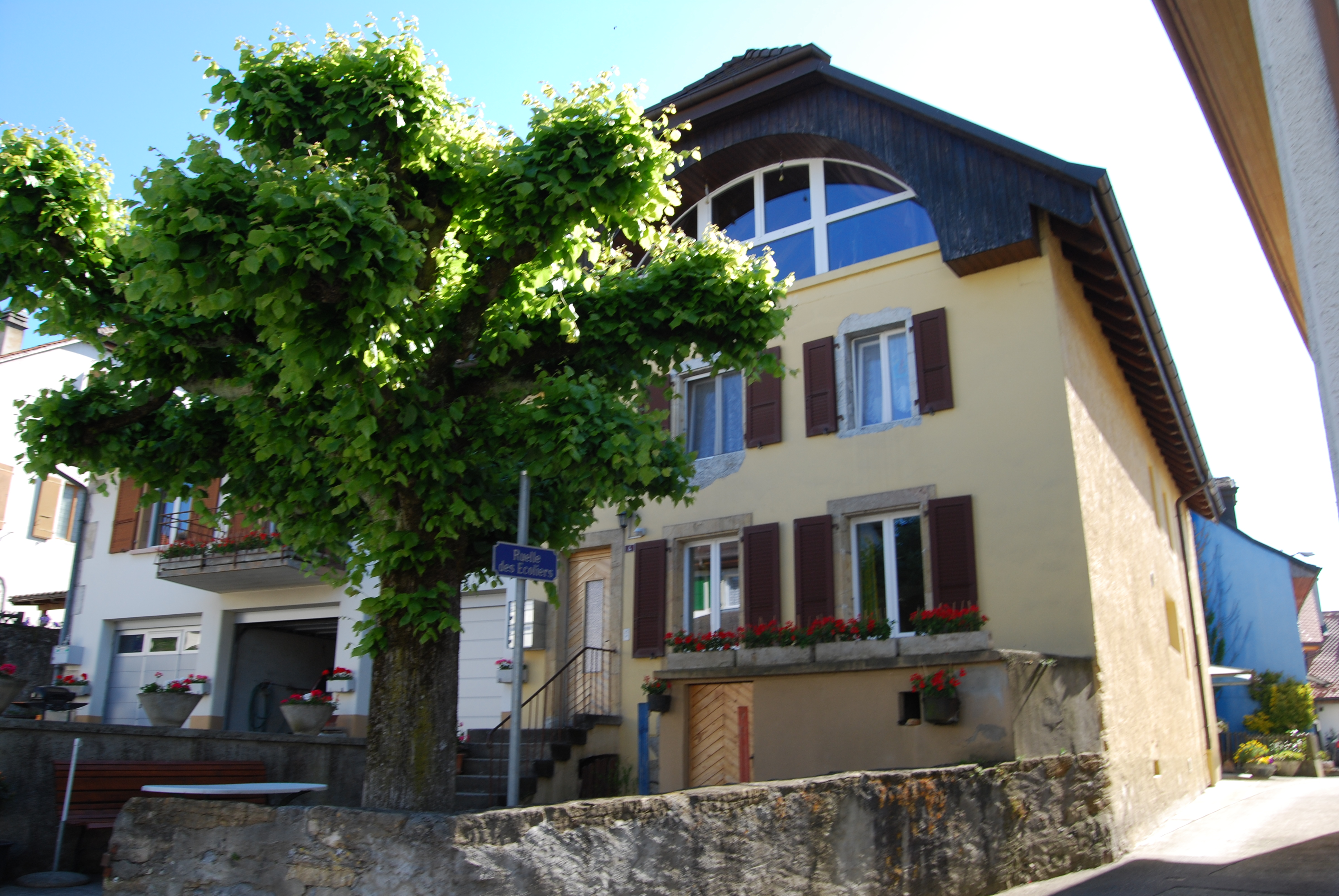